# Земская почта Дмитриевского уезда
Зе́мская по́чта Дмитриевского уе́зда — земская почта, организованная земской управой Дмитриевского уезда Курской губернии. Существовала с 1871 года по 1874 год. В уезде были выпущены собственные земские марки.

## История почты
Дмитриевская уездная земская почта была открыта 1 января 1871 года. Почтовые отправления доставлялись из уездного центра (города Дмитриева) в волостные правления уезда по Березинскому (Берёза, Сковороднево, Гламаздин, Почепное, Фатеевка, Петровское-Шогарово), Мокрыжанскому (Мокрыж, Карманово, Рыжково, Михайловка, Киликино, Бычки) и Генеральшинскому (Генеральшино, Вабла, Машкина-Белица, Беляево, Старая Белица) трактам дважды в неделю. Для оплаты пересылки частных писем и пакетов в 1871 году были введены земские почтовые марки.
Земская почта Дмитриевского уезда была закрыта в 1874 году.

## Выпуски марок
Поступившие в обращение с 1 января 1871 года дмитриевские земские почтовые марки имели номинал 3 копейки. Их рисунок был круглой формы, в центре был изображён государственный герб Российской империи, по окружности шла надпись «Дмитриевс. земск. управы. 3 коп. сер.». Марки были беззубцовыми, и в листе были разделены линиями. Печать земских марок осуществлялась в листах по 35 штук (7х5).
Всего тираж дмитриевских земских почтовых марок составлял не более 3000 экземпляров.

## Гашение марок
Гашение марок осуществлялось чернилами (перечёркиванием).